# Remove before flight

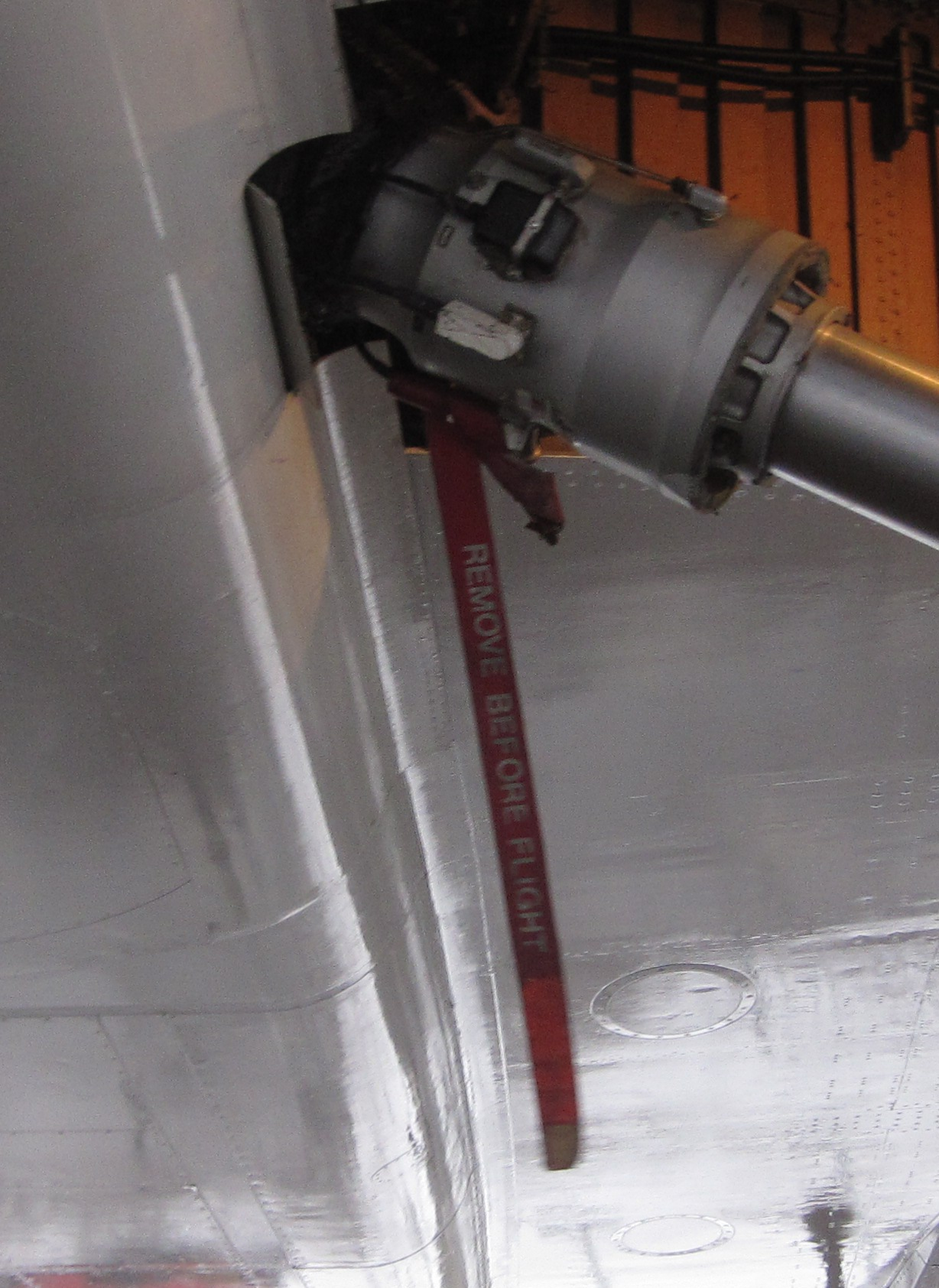
콩코드 착륙 장치의 태그

Remove before flight는 항공기에서 볼 수 있는 경고 메시지이다. 일반적으로 빨간 리본에 써져 있으며, 보호 커버 또는 기계적 부품의 이동을 방지하기 위해 달아둔다.

## 같이 보기
- Mind the gap